# فتح مصر به‌دست هخامنشیان

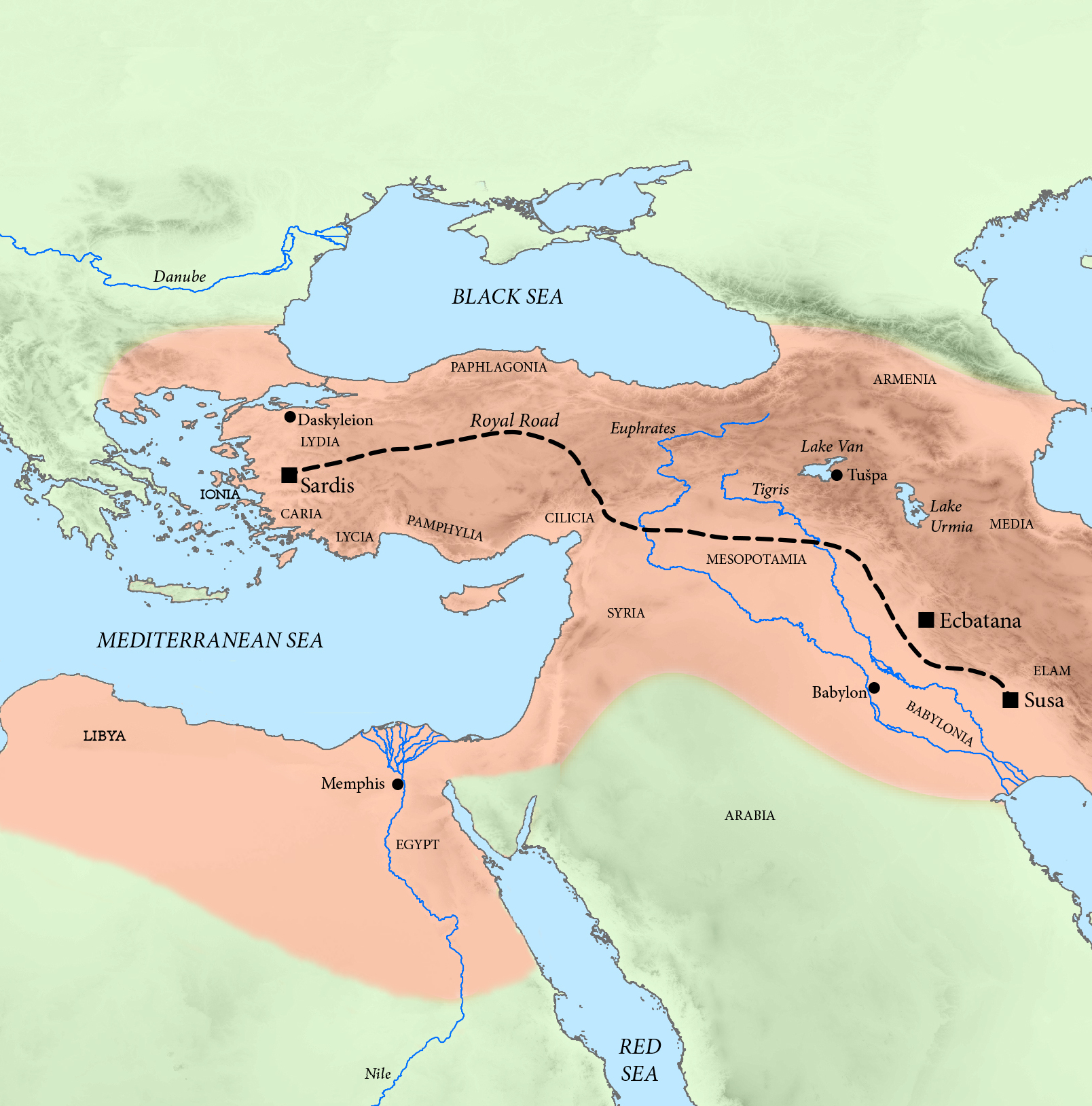
بخش غربی شاهنشاهی هخامنشی که مصر را نیز دربر گرفته است.

در سال ۵۲۵ پیش از میلاد مصر به دست هخامنشیان فتح شد و بدین‌سان دودمان بیست و هفتم مصر و ساتراپی به نام «مودرایَه» (پارسی باستان: Mudrāya) بنیانگذاری شد. مصر تا سال ۴۰۴ پ.م. در حالی که هنوز رسوم و سنتهای سلطنتی خود را حفظ کرده بود، یکی از ساتراپی شاهنشاهی هخامنشی باقی ماند . طی این فتح، کمبوجیه دوم ،شاهنشاه ایران مصری‌ها را در نبرد پلوزیوم (۵۲۵ پ. م) شکست داد و به عنوان فرعون مصر تاج‌گذاری نمود. فرمانروایی هخامنشیان پس از شورش و تاجگذاری آمیرتئوس به عنوان فرعون منحل شد. دومین دوره حکومت هخامنشیان در مصر در زمان حکومت دودمان سی و یکم مصر (۳۴۳–۳۳۲ پ. م) رخ داد.

## نبرد پلوزیوم اول
نبرد پلوزیوم در ماه مه ۵۲۵ پ.م. و میان کمبوجیه دوم هخامنشی و پسامتیک سوم از دودمان بیست‌وششم مصر در منطقه پلوزیوم، مصر رخ داد. در این رزم هخامنشیان پیروز شدند. در این نبرد که میان ارتش‌های ایران و مصریان شکل گرفت، در ابتدا کوروش بزرگ به فکر حمله به مصر افتاد، ولی رسیدگی به کارهای شمال شرق و شرق این فرصت را به او نداد که به مصر حمله کند. پس از کوروش، پسرش کمبوجیه که به حکومت رسید نقشه تسخیر مصر را در پیش گرفت، بنا به گفته هرودوت به نقل از تاریخ‌نگاران مصری در کتاب تاریخ خود نوشته است کمبوجیه دختر آماسیس دوم، فرعون مصر را خواسته، اما او به جای دختر خودش، دختر فرعون قبلی مصر را به او می‌دهد که پس از مدتی آن دختر راز خود را به کمبوجیه فاش کرده، گفته است من دختر آپریس هستم، به همین دلیل کمبوجیه تصمیم به حمله به مصر میگیرد.
کمبوجیه تصمیم می‌گیرد که از خشکی به مصر حمله کند به همین خاطر سفیری را نزد حاکم اعراب فرستاده و او قول همکاری را به کمبوجیه داد. آمازیس فرعون مصر می‌میرد و پسرش پسامتیک سوم (فسمتیخ) که توانایی مقاومت در برابر کمبوجیه را نداشته است جانشین او می‌شود، سپس سپاه ایران از کویر می‌گذرد و به شاخه اول رود نیل از سمت مشرق قرار دارد می‌رسد. جنگ سختی آغاز می‌شود و به هر دو طرف تلفات بسیاری وارد می‌شود، ولی مصریان وادار به تسلیم می‌شوند و این که پس از شکست با بی‌نظمی به سوی ممفیس پایتخت مصر باستان می‌گریزند. در پایان کمبوجیه پس از تسخیر ارگ (قلعه)، ممفیس پسامتیک سوم را دوباره حاکم مصر کرد ولی به دلیل شورشی که ایجاد کرد کشته شد.

## نبرد پلوزیوم دوم
نبرد پلوزیوم در سال ۳۴۳ پیش از میلاد میان هخامنشیان و مزدوران یونانی از یک سو با مصری‌ها و مزدوران یونانی از سوی دیگر آنها انجام شد. این نبرد در سنگر پلوزیوم، در ساحل گوشهٔ خاوری دلتای نیل انجام شد. به‌طور کلی، اردشیر سوم فرماندهی پارسیان و نکتانبوس دوم فرماندهی مصریان را بر دوش داشت. فرماندهی نیروهای یونانی همراه با مصریان درون دژ ازسوی فیلوفرون انجام شد. نخستین تاخت‌وتاز از سوی نیروهای شهر تبس زیر فرماندهی لاکراتس انجام شد. این نبرد راه ایران را باز کرد تا مصر را بگشاید و واپسین دورهٔ فرمانروایی بومی در مصر باستان پایان یافت.